# Mer de Sardaigne
La mer de Sardaigne est une subdivision de la mer Méditerranée. Elle est située entre les îles Baléares (à l'ouest) la Sardaigne (à l'est). 
Sa profondeur maximale de 3 068 m, située à 150 km au nord-est de l'île de Minorque.
Ses principaux golfes sont le golfe d'Alghero et le golfe d'Oristano.